# Pterygoplichthys ambrosettii
Pterygoplichthys ambrosettii es una especie de pez de agua dulce del género Pterygoplichthys de la familia de los loricáridos, en el orden de los Siluriformes. Se distribuye en el centro-sur de Sudamérica.

## Taxonomía
Esta especie fue descrita originalmente en el año 1893 por el médico, naturalista y escritor argentino Eduardo Ladislao Holmberg, bajo el término científico de Liposarcus ambrosettii, empleando ejemplares capturados en el río Paraguay, frente a la ciudad de Formosa (Argentina). Se la incluye en la subfamilia Hypostominae.
Etimología
Etimológicamente, el nombre genérico Pterygoplichthys se construye con tres palabras del idioma griego, en donde: pterygion es el diminutivo de pteryx que significa 'aleta', hoplon es 'arma' y ichthys es 'peces'. El término específico ambrosettii rinde honor al apellido del naturalista argentino Juan Bautista Ambrosetti.
Historia taxonómica
Pterygoplichthys anisitsi fue descrita en 1903 por el ictiólogo estadounidense —nacido en Alemania— Carl H. Eigenmann junto con Clarence Hamilton Kennedy. Esta combinación fue la más empleada por los distintos autores, ya que la descripción que había realizado Holmberg pasó desapercibida, por lo que en el año 1992 C. Webber pasa a esta última a la categoría de nomen oblitum. Sin embargo, el epíteto de P. ambrosettii había sido citado como el nombre válido para este pez por Isaäc Isbrüker en el año 1980, afirmación esta a la que posteriormente se sumaron otros autores, por lo que en el año 2007 Carl J. Ferraris Jr. determinó que, por ser el nombre disponible más antiguo, le corresponde ser el sinónimo más antiguo, pasando a P. anisitsi a ser su sinónimo más moderno.

## Distribución y hábitat
Esta especie se distribuye en la cuenca del Plata, en los ríos Paraguay, Paraná medio, Bermejo y Uruguay, en los países de Paraguay, Bolivia, el norte y nordeste de la Argentina, y el oeste del Uruguay.
Es una especie típica de la ecorregión de agua dulce Paraná inferior. Comparte su hábitat con numerosas especies de loricáridos.  